# Tati Siding
Tati Siding es una ciudad del distrito Noreste en Botsuana. En agosto de 2011 tenía una población censada de 8112 habitantes.
Se encuentra ubicada al este del país, cerca de la frontera con Zimbabue y al este del delta del Okavango.